# 오사카 외국어대학
오사카 외국어대학(일본어: 大阪外国語大学, Osaka University of Foreign Studies)은 1921년에 창립된 오사카 외국어학교(大阪外國語學校)를 모체로, 1949년에 신제(新制) 국립 대학으로 발족하였다. 2007년 10월에 국립대학 법인 오사카 대학과 통합하여 오사카 대학 외국어학부가 되었다. 국제문화와 지역문화의 2학과제로 전공언어는 일본어를 포함해 25언어가 있었다.
1991년, 외국인 유학생을 위한 코스를 개편한 유학생 일본어 교육 센터(현재, 일본어 일본 문화 교육 센터)를 대학에 병설했다. 주로 (일본의) 국비 유학생을 받아들이고 있어 특히, 문부 과학성의 국비 학부 유학생(일본의 대학 학부 입학을 희망하는 유학생을 위한 코스)의 일본어 교육은, 오사카외국어 대학 이외에서는 도쿄 외국어대학(유학생 일본어 교육 센터)에서 밖에 행해지지 않았다. 그 외, 국비의 연구 유학생, 일본어 일본 문화 연수생등의 일본어 교육, 또, 교류 협정교와의 교환 유학생의 일본어 교육도 행해지고 있어 그 규모는 일본내 최대급이라고 할 수 있었다.
25있는 전공 언어 이외로도, 연구 외국어 과목으로서 많은 외국어의 수업이 개강되고 있다 (일본국내 최대 규모). 구체적으로는, 광동어, 만주어, 아이누어, 위구르어, 소그드어, 티베트어, 카렌어, 말레이폴리네시아어 가운데선 1 톡 피신어, 몬크메르어파 제언어, 산스크리트어, 팔리어, 네팔어, 히브리어, 서부비반트제어의 하우사어, 서부 반트제어의 링갈라어, 체코어, 폴란드어, 고대 교회 슬라브어, 리투아니아어, 네덜란드어, 켈트족제어의 웨일스어, 카탈루냐어, 루마니아어, 라틴어, 고전 그리스어, 인공 언어 에스페란토(어)등의 수업이 개강되고 있었다.

## 전공 언어
- 한국어
- 중국어
- 몽골어
- 인도네시아어
- 필리핀어
- 태국어
- 베트남어
- 버마어
- 힌디어
- 우르두어
- 아라비아어
- 페르시아어
- 튀르키예어
- 스와힐리어
- 러시아어
- 헝가리어
- 덴마크어
- 스웨덴어
- 독일어
- 영어
- 프랑스어
- 이탈리아어
- 스페인어
- 포르투갈어
- 일본어